# Barebacking

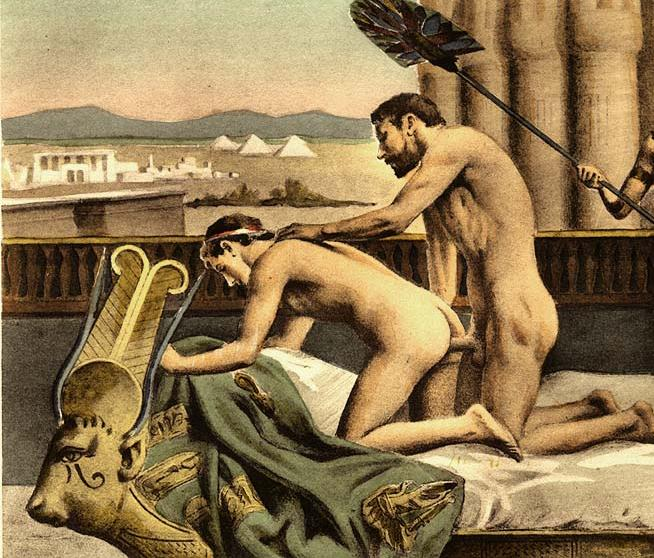
Interpretación erótica del de Adriano y Antinoo, por Paul Avril

El término inglés barebacking o bareback, general y tradicionalmente traducido como sexo a pelo, hace referencia a las relaciones sexuales mantenidas sin preservativo, especialmente durante el sexo anal. Si bien se trata de un argot inglés que se originó dentro de la comunidad gay, el uso del término se ha expandido y abarca cualquier tipo de acto sexual con penetración en la que no se use condón, sobre todo teniendo en cuenta que este tipo de sexo ha sido practicado siempre, tanto en relaciones mujer-hombre, mujer-mujer, como hombre-hombre. Los practicantes del bareback sienten atracción o excitación en practicar sexo sin preservativo o condón. Esta práctica se encuentra en completa contraposición al sexo seguro, por lo que no es recomendada para quienes practican el sexo ocasional, debido al alto riesgo de contraer una de las infecciones de transmisión sexual existentes por contacto de fluidos con desconocidos.
El término proviene del mundo ecuestre, puesto que barebacking significa «montar en caballo sin silla» o simplemente «montar a pelo».

## Etimología
Se desconoce cuándo se usó el término por primera vez (como argot sexual), aunque su uso tomó impulso en la década de 1960 con la primera aparición impresa (como referencia análoga) que ocurrió en 1968. El término fue usado por los G.I. durante la guerra de Vietnam cuando el sexo sin el uso de condón era conocido como «entrar» o «montar» a pelo. Fue incluido en la publicación de 1972, Playboy's Book of Forbidden Words: A Liberated Dictionary of Improper English.
El término apareció ocasionalmente en medios impresos hasta la década de 1980 y luego en el contexto de la pandemia de VIH/sida y la discusión de las prácticas sexuales. No tuvo un uso amplio dentro de la cultura LGBT hasta 1997, cuando hubo un incremento en la discusión respecto al sexo sin condón (como se reflejó en varias publicaciones impresas).

## Historia y cultura
Inicialmente usado como anticonceptivo, el condón comenzó a utilizarse para limitar o prevenir infecciones de transmisión sexual (ITS), incluso después de que otros métodos anticonceptivos fueron desarrollados. Cuando el sida surgió y la transmisión sexual del VIH se hizo conocida en la década de 1980, el uso de condones para prevenir la infección se volvió mucho más común, especialmente entre hombres que tienen sexo con hombres (HSH) que practican sexo anal. Al comienzo de la crisis del sida, en el contexto de la invención y desarrollo del sexo seguro, el empleo del condón entre HSH occidentales fue tan extenso y efectivo que su uso se estableció como una norma para el sexo entre hombres. Aunque estas concepciones tempranas del barebacking expresaron una preocupación por la prevención del VIH, en que generalmente se referían a prescindir de los condones en el contexto del sexo entre personas con el mismo estatus de VIH, el pánico moral que sobrevino fue tan pronunciado que el barebacking se consideró como una práctica erótica transgresora y rebelde tanto por personas VIH positivo como VIH negativo, en la que no se toma en cuenta los riesgos de la transmisión de VIH.

### Resurgimiento y estigma
El resurgimiento del barebacking en comunidades gay del primer mundo durante la década de 1990 ha sido un tema frecuente para los columnistas y editorialistas gay en las revistas The Advocate, Genre, y Out. Muchos de estos artículos expresaron una preocupación sobre la popularidad del sexo bareback, y lo vinculan con el comportamiento irresponsable y temerario, a pesar del hecho que un tercio de los hombres gay participan en la práctica. Un artículo en el recurso en línea The Body lista no menos de 22 razones por las que el barebacking se ha vuelto cada vez más aceptable en la comunidad gay. Algunas de las razones en la lista son: la percepción reciente del VIH como una enfermedad tratable con la que se puede vivir, educación sexual insuficiente, el uso de drogas como el cristal en escenarios sexuales, y la fetichización del sexo bareback en varios sitios pornográficos y de citas.
Trabajos académicos sugieren que el barebacking es una manera de alcanzar trascendencia, para superar el aburrimiento de la vida diaria promedio en una sociedad hiper-racionalizada. Algunos hombres están prescindiendo de los condones en el contexto del sexo seroconcordante (sexo entre dos hombres con el mismo estatus de VIH). Concepciones tempranas del barebacking generalmente se refirieron al sexo entre dos hombres VIH positivos, por lo cual, en ese sentido, el barebacking podría ser considerado como una estrategia temprana de reducción de daño, similar al serosorting, la cual después fue avalada por algunas autoridades de salud pública en los Estados Unidos.
La aceptación del sexo bareback también se ha incrementado desde la introducción de la profilaxis preexposición (PrEP). Una de las formas más populares de PrEP es Truvada, un medicamento previamente utilizado para el tratamiento de VIH que, cuando tomado apropiadamente, ha demostrado proteger a los usuarios VIH negativos de ser contagiados por sus parejas infectadas. Mientras que estos medicamentos no necesariamente previenen la transmisión de otras ITS, han generado una discusión en torno a lo que realmente implica el sexo «seguro» sin condón.
Un estudio en 2005 realizado por Perry N. Halkitis concluyó que el resurgimiento del barebacking llevó a un incremento en las infecciones de transmisión sexual dentro de la comunidad HSH. El estudio encontró que de los 448 hombres familiarizados con esta práctica, cerca de la mitad reportó que tuvieron sexo bareback en los tres meses anteriores. En el estudio de San Francisco, menos hombres reportaron participar en barebacking cuando la conducta fue definida como «coito anal intencionalmente sin protección con un compañero no principal». Usando esta definición, 14% de los 390 hombres que eran conscientes del barebacking reportaron participar en esta práctica en los dos años anteriores. Halkitis y Richard Wolitski también encontraron que los HSH VIH positivos fueron más propensos a tener sexo bareback que los HSH VIH negativos. Un estudio en 2016 de Joseph Brennan realizó un análisis textual para leer el discurso en el actor pornográfico gay Jake Lyons y su decisión de actuar para estudios de bareback. Brennan exploró el estigma adjunto a la práctica, en particular las narrativas de «desecho y repugnancia» que fueron asociadas con el actor, y que contribuyeron a un declive en su carrera.

### Filmes pornográficos gay
La pornografía gay de bareback fue estándar en los filmes «pre-condón» en la década de 1970 y a principios de la década de 1980. Cuando se desarrolló la conciencia sobre el riesgo del sida, los productores pornográficos fueron presionados para que usaran condones, por la salud de sus actores y para servir como modelos a seguir de sus espectadores. A principios de la década de 1990 los nuevos videos pornográficos usualmente presentaban el uso de condones en el sexo anal. Sin embargo, ha habido un creciente número de estudios devotos de la producción de nuevos filmes que presentan hombres participando en sexo sin protección. Por ejemplo, el estudio Treasure Island Media basado en San Francisco, cuyo trabajo se enfoca en esta área, ha producido filmes de bareback desde 1999. Otras compañías que hacen lo mismo incluyen Spunk Video, Lucas Entertainment, SEVP, y Eurocreme. Estudios pornográficos gay convencionales como Kristen Bjorn Productions han presentado alguna escena ocasional de bareback, como en «El Rancho», entre actores que son pareja en la vida real. Otros estudios como Falcon Entertainment y Spunk Video también han reeditado filmes viejos de la era pre-condón. Estudios convencionales que consistentemente usan condones en las escenas del sexo anal, a veces pueden elegir técnicas de edición que hacen la presencia del preservativo ambigua y menos visualmente evidente, y así pueden alentar al usuario a fantasear con el barebacking, aunque los actores estén siguiendo protocolos de sexo más seguro.
Algunos estudios pornográficos de bareback afirman que no preguntan a sus modelos sobre su estatus de VIH, pero suponen que están infectados. Por ejemplo, Hot Desert Knights (HDK) fue uno de los estudios que inicialmente operó con la suposición de que todos sus modelos de bareback eran VIH positivos. Sin embargo, en febrero de 2008 HDK anunció que comenzaría a realizar pruebas de detección de VIH a sus modelos e iniciaría un proceso de «serosorting», el cual empareja a los actores VIH positivos con otros actores VIH positivos, y a los negativos con los negativos. Críticos sugieren que el serosorting podría no prevenir el desarrollo de una sobreinfección por el VIH. Por contraste, BelAmi es uno de los estudios que desde el inicio afirmó realizar pruebas de VIH a sus modelos bareback antes de permitirles participar en escenas sin preservativo. Un aviso en el sitio web de BelAmi expresa: «realizamos pruebas a todos nuestros actores para detectar la presencia de VIH u otras enfermedades contagiosas».
La organización Adult Industry Medical Health Care Foundation fue formada para promover y facilitar la realización de pruebas de ITS, así como las precauciones de seguridad entre actores de filmes pornográficos.

## Bareback heterosexual
El término bareback es usado de manera menos frecuente entre personas heterosexuales. Una encuesta realizada en el 2009 por New York City Department of Health and Mental Hygiene encontró que las mujeres heterosexuales son más propensas a practicar bareback cuando participan en sexo anal que los hombres gay y bisexuales. Comparado al sexo seguro con preservativo, el sexo bareback heterosexual anal o vaginal plantea un mayor riesgo de ITS, y un incremento en la probabilidad de embarazo.

## Bugchasing
Es una forma extrema de barebacking, en la que individuos VIH negativos buscan ser infectados con VIH. Estos individuos podrían tratar de contraer el virus con el propósito de no tener que vivir constantemente con el miedo de ser infectados.
Algunos conceptos relacionados con esta práctica son:
- Bug chasers: Aquellos que buscan ser infectados con VIH.
- Gift givers: Personas seropositivo que desean infectar a un bug chaser.
- Conversion parties: Reuniones de sexo grupal en las que los bug chasers buscan ser infectados por los gift givers.
- Russian roulette parties: fiestas que reúnen a personas seropositivas y seronegativas. Equiparables a una ruleta rusa, donde los negativos corren riesgo de infección durante las prácticas sexuales.
- Fuck of death: Acto sexual durante el cual se produce la infección por VIH.[26]

## Riesgos a la salud
En adición a las infecciones de transmisión sexual, los riesgos mecánicos son los mismos que los del sexo anal. El sexo anal es un factor de riesgo para la formación de anticuerpos antiesperma en el receptor. En algunas personas, estos anticuerpos pueden causar infertilidad inmune. Los anticuerpos antiesperma perjudican la fertilización, afectando negativamente el proceso de implantación y perjudican el crecimiento y desarrollo del embrión.

## Términos relacionados
- Raw sex: «sexo piel a piel» (skin to skin) es otro término empleado para designar al bareback.
- Barebacking parties: reuniones de sexo en grupo donde no se permite el uso de preservativos. Aquí podemos encontrar dos tipos:
  - All positive barebackingparties, todos son seropositivos.
  - All negative barebacking parties, todos son seronegativos.